# 博爾肯河
51°51′25.12″N 6°50′56.36″E / 51.8569778°N 6.8489889°E

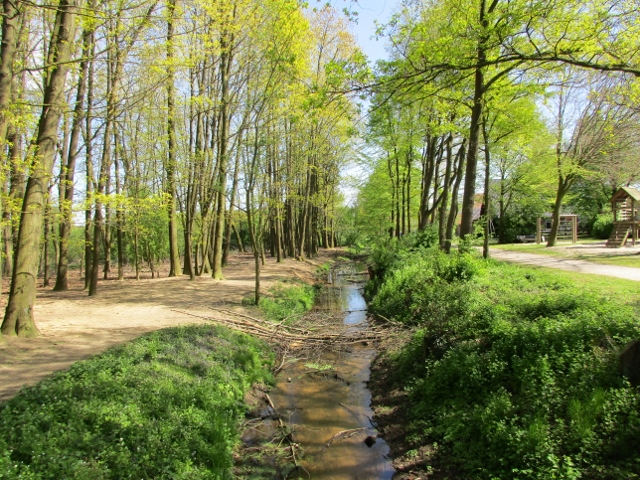

博爾肯河（德語：Borkener Aa），是德國的河流，位於該國西部，流經北萊茵-威斯特法倫州，屬於博科爾特河的支流，河道全長11.2公里，流域面積75.2平方公里。